# بالداساره پروتزی
بالداساره پروتزی (ایتالیایی: Baldassare Peruzzi؛ ۷ مارس ۱۴۸۱ – ۶ ژانویهٔ ۱۵۳۷) یک نقاش، و معمار اهل ایتالیا بود.

## نگارخانه

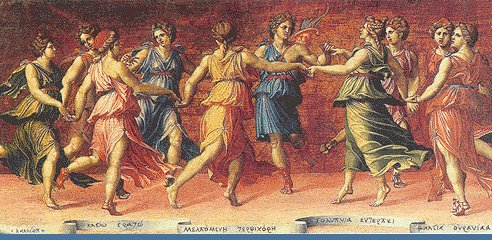